# Soompi
Soompi — це англомовна вебсторінка, що висвітлює K-pop. Вона є одним із найбільших міжнародних Інтернет спільнот по K-pop,  що в основному зосереджена на новинах і форумах. З більш ніж 22 мільйонів любителів на всіх платформах, Soompi пропонує сервіс на англійській, іспанській, португальській, французькій і тайській мовах, щоб задовільнити людей з неангломовних країн.
Від свого заснування наприкінці 90-их, Soompi виріс до авторитетного джерела корейської популярної культури і є одним із найдовше тривалого та найчастіше відвідуваного вебсайту, що висвітлює K-pop музику.
На початку, його відвідувачами були корейці, що проживають в іноземних державах, з більш ніж 1.2 мільйона відвідувачів сайту. Зараз, однак, основна маса людей є не корейцями, що живуть у США, Канаді, Сингапурі, Філіппінах та Малайзії.

## Історія
Soompi заснована у 1998 корейсько-американським веброзробником Сусаном Каном; сайт швидко отримав популярність від фанатів у всьому світі. У лютому 2011, Soompi була придбана Enswers, Inc., сеульською ІТ-компанією, що спеціалізується на технологіях пошуку відео, і діє як дочірня компанія, що повністю належить Enswers.
Soompi запустило Soompi France у 2011 та Soompi Spanish у 2012, а також воно близько працює з великими корейськими розважальними агентствами таким, як JYP Entertainment, SM Entertainment і YG Entertainment.
Viki придбала Soompi 19 серпня 2015.

## Премія Soompi Awards
Soompi також відомі своєю щорічною премією Soompi Awards, яку було засновано у 2005 році. Нагороди видають K-pop виконавцям та корейським акторам. Переможців обирають через голосування фанатами на сайті та спираючись на музичний чарт Soompi.